# Поверце-Кольонія
Поверце-Кольонія (пол. Powiercie-Kolonia) — село в Польщі, у гміні Коло Кольського повіту Великопольського воєводства.
Населення — 564 особи (2011).
У 1975-1998 роках село належало до Конінського воєводства.

## Демографія
Демографічна структура станом на 31 березня 2011 року:
|          | Загалом | Допрацездатний вік | Працездатний вік | Постпрацездатний вік |
| -------- | ------- | ------------------ | ---------------- | -------------------- |
| Чоловіки | 284     | 61                 | 192              | 31                   |
| Жінки    | 280     | 52                 | 180              | 48                   |
| Разом    | 564     | 113                | 372              | 79                   |